# Парфински рејон
Парфински рејон (рус. Парфинский район) административно-територијална је јединица другог нивоа и општински рејон у централном делу Новгородске области, на северозападу европског дела Руске Федерације.
Административни центар рејона је варошица Парфино. Према проценама националне статистичке службе Русије за 2014, на територији рејона је живело 13.811 становника или у просеку око 8,9 ст/км².

## Географија
Парфински рејон смештен је у централном делу Новгородске области, у југоисточним деловима Прииљмењске низије. Обухвата територију површину 1.591,12 км² и по том параметру налази се на 19. месту међу 21 рејоном унутар области. Граничи се са Крестечким рејоном на североистоку, на истоку и југоистоку је Демјански, а на западу Староруски рејон. На северозападу излази на обале језера Иљмењ чија обала у том делу представља пространу делту уз ушће Ловата и Полиста. У самој делти се налази око стотину језера. Важнији водотоци су још и Пола, Редја и Мајата.
Под шумама је око 70% рејонске територије.

## Историја
Парфински рејон успостављен је у децембру 1968. од делова Староруског рејона и најмлађи је рејон у области.

## Демографија и административна подела
Према подацима пописа становништва из 2010. на територији рејона је живело укупно 14.395 становника, док је према процени из 2014. ту живело 13.811 становника, или у просеку 8,9 ст/км². По броју становника Парфински рејон се налази на 11. месту у области.
| 1959. | 1970. | 1979. | 1989.  | 2002.  | 2010.  | 2014.   |
| ----- | ----- | ----- | ------ | ------ | ------ | ------- |
| ---   | ---   | ---   | 17.650 | 16.485 | 14.395 | 13.811* |

Напомена: * Према процени националне статистичке службе.
На подручју рејона постоје укупно 114 насеља, а рејонска територија је подељена на 2 другостепене сеоске и једну урбану општину. Административни центар рејона је варошица Парфино у којој живи око половина од укупне рејонске популације.

## Саобраћај
Преко територије рејона прелази железница на релацији Бологоје—Дно.